# Erik H. Erikson
Erik Homburger Erikson (Frankfurt am Main, 1902. június 15. – Harwich, Massachusetts, USA, 1994. május 12.) neves fejlődéspszichológus, elismert pszichoanalitikus, Pulitzer-díjas író. Leginkább pszichoszociális fejlődéselméletéről ismert.

## Élete
Erik Erikson 1902. június 15-én született Frankfurt am Mainban, Németországban. Édesanyja, Karla Abrahamsen nővérként dolgozott, édesapja kiléte bizonytalan. Feltehetően Valdemar Salomonsen, zsidó tőzsdeügynök a biológiai apja, aki Erik születése előtt elhagyta Németországot, néhány évre rá pedig holttá nyilvánították. Erik hároméves volt, mikor édesanyja férjhez ment Theodor Homburger gyermekorvoshoz, aki 1908-ban nevére vette a fiút, majd 1911-ben adoptálta.
A családi légkör nem volt felhőtlen: három mostohatestvére mellett Erik mindig háttérbe szorult. Serdülőkorában, az iskolában sokat csúfolták skandináv külseje (szőke hajú, kék szemű, magas fiú volt) és zsidó származása miatt. Mostohaapja ellenezte művészi érdeklődését, és nem vett tudomást ilyen irányú tehetségéről. Miután befejezte a gimnáziumot, családja arra ösztönözte, hogy lépjen orvosi pályára. Az orvosi egyetem helyett Erik a művészet mellett döntött: elköltözött otthonról, és megkezdte tanulmányait a Badeni Állami Művészeti Iskolában.
Egy évvel később beutazta Európát, majd Bécsben kötött ki, ahol gyermek portrékat festett. Látván a munkáit, egyik barátja, Peter Blos felvetette, hogy ezzel a tudással és tehetséggel taníthatna is. Beajánlotta a The Hietzing Schoolba, melyet Anna Freud egyik ismerőse, Dorothy Burlingham vezetett. Az iskola pszichoanalitikus elvek alapján működött, a legtöbb tanuló Freud betegeinek, barátainak gyereke-hozzátartozója volt. Anna, felfigyelvén, hogy Erik milyen jól bánik a gyerekekkel, pártfogásába vette. Innentől kezdve Erik pszichoanalízist tanult Annától, végül a Bécsi Pszichoanalitikus Társaság oklevelét is megszerezte. Ugyanebben az időben beiratkozott a Bécsi Egyetemre, ahol tanári képesítést szerzett, és elsajátította a Montessori-módszert is. Ezután folytatta a tanítást, és egyre jobban elmélyült a pszichoanalízisben.
Időközben a magánélete is jól alakult: feleségül vette a The Hietzing School tánctanárát, Joan Sersont. A náci uralom és a gazdasági viszonyok miatt a pár kénytelen volt elhagyni az országot: először Koppenhágába utaztak, majd az Amerikai Egyesült Államokban telepedtek le.
Először professzor asszisztensként és kutató asszisztensként helyezkedett el a Harvard és a Yale Egyetemen, közben továbbképezte magát. Ezután a Kaliforniai Egyetem (Berkeley) előadója lett, és gyermek pszichoanalitikus praxist nyitott: hamarosan a San Franciscó-i öböl térség pszichoanalitikus közösségének meghatározó alakja lett. Olyannyira elismerték tehetségét, hogy 1950-ben a San Franciscó-i Társaság és Intézet elnökévé választották.
Miután az Egyesült Államokba költözött, többször folyamodott amerikai állampolgárságért. Végül 1939-ben megkapta az állampolgárságot, és felvette az Erikson nevet. A névválasztásban két dolog is motiválta: az egyik, hogy legidősebb 
fiának tetszett az a skandináv szokás, hogy a vezetéknév magában foglalja a keresztnevet, a másik, hogy valószínűleg biológiai apját is Eriknek hívták.
Erikson a berkeley-s évek alatt kezdett el behatóan foglalkozni a gyermekkori fejlődéssel, néhány törzs életét is tanulmányozta. A pszichonoanalitikusok mellett (Sigmund és Anna Freud) neves kultúrantropológusok is hatottak szemléletére, többek között Franz Boas, Ruth Benedict és Margaret Mead.
Miközben saját fejlődéselméletén dolgozott, mindvégig hű maradt a pszichoanalitikus felfogáshoz, azonban el is távolodott Freud nézeteitől. Elfogadta az id-ego-szuperego létezését, az ödipális komplexust és a self fejlődését, de saját elméletében kiemelt szerepet szánt a kultúrának, a társas környezetnek, melyben a gyermek él. Ezek a hatások szerinte nagymértékben hozzájárulnak a gyermekek pszichológiai és fiziológiai fejlődéséhez.
Pszichoszociális fejlődéselméletében a fejlődés nyolc stádiumát különbözteti meg, ellentétben Sigmund Freuddal, aki öt szakaszról beszél. További eltérés, hogy Erikson szerint a fejlődés egész életen át tartó folyamat, míg Freud születéstől serdülőkorig követi nyomon a fejlődést.
Erikson nevéhez fűződnek a modern pszichológia és a pszichoanalízis módszereit hasznosító biográfiák első darabjai. 1958-ban a fiatal Luther Mártonról (Young Man Luther: A Study in Psychoanalysis and History), 1969-ben Gandhiról (Gandhi's Truth)írt könyvet.
A sors fintora, hogy miközben Erikson nagy hangsúlyt fektetett az egészséges érzelmi és kognitív környezetre a gyermekek fejlődésében, Neil nevű fia Down-szindrómával született. Az orvosok egy-két évet jósoltak neki, így a szülők a többi gyermeküknek azt mondták, hogy Neil meghalt, miközben valójában egy intézetbe került, és ott élt huszonegy éves korában bekövetkezett haláláig. Az igazságra később fény derült, melyet a másik három gyermek, Kai T, Jon és Sue nem fogadott kitörő örömmel.
Később a család Massachusettsbe költözött, ahol Erikson az Austen Riggs Központban helyezkedett el, 1960-ban pedig a Harvard Egyetem professzora lett, és itt dolgozott egészen 1970-es nyugdíjba vonulásáig.
Ahogy Friedman (1999) írja, Erikson az 1960-as évek végére, 1970-es évek elejére hatalmas népszerűségre tett szert, magazinok-napilapok hasábjain szerepelt, közkedvelt volt a Harvard Egyetem diákjai körében – emberként és oktatóként egyaránt. John Lindsay, New York polgármestere és a Kennedy-család is elismerően nyilatkozott róla.
Nyugdíjba vonulását követően meghívott előadóként továbbra is tartott előadásokat különböző egyetemeken, nem hagyta abba a kutatást és a könyvírást sem. 1980-ban azonban súlyosan megbetegedett: hererákot diagnosztizáltak nála az orvosok, így végleg felhagyott hivatása gyakorlásával. 

91 évesen, 1994. május 12-én álmában érte a halál az Amerikai Egyesült Államokbeli Harwichben.

## Művei
- Childhood and Society (1950)
- Young Man Luther (1958)
- Insight and Responsibility (1964)
- Identity: Youth and Crisis (1968)
- Gandhi's Truth (1969)
- Dimensions of a New Identity (1974)
- Life History and the Historical Moment (1975)
- The Life Cycle Completed (1987, J.M. Eriksonnal)

## Magyarul megjelent művei
- A fiatal Luther és más írások; ford. Erős Ferenc, Pető Katalin; Gondolat, Bp., 1991 (Társadalomtudományi könyvtár)
- Gyermekkor és társadalom; ford. Helmich Katalin; Osiris, Bp., 2002 (Osiris könyvtár. Pszichológia)